# Конти (кондитерская компания)
Компания «Конти» — российско-украинская кондитерская компания, которая входит в число крупнейших производителей кондитерских изделий в стране.
В период с 2002 по 2005 год по показателям прироста валового дохода и прибыли ЗАО «ПО „Конти“» дважды присваивалось звание «Самая динамичная компания отрасли» по оценке рейтинга «ТОП-100. Лучшие компании Украины».

## История
Компания «Конти» присутствует на рынке Украины и стран СНГ с 1997 года. Изначально была основана с наименованием «Производственное объединение Киев-Конти». На начальном этапе работы в состав компании входила только одна Константиновская кондитерская фабрика, было налажено производство конфет, печенья, карамели и драже.
В 1999 году компания приобрела Горловскую кондитерскую фабрику (в Донецкой области Украины), специализирующуюся на выпуске разных видов печенья. За счет этого приобретения было расширено производство.
В 2001 году компания приобрела второй объект в Донецкой области, Донецкую кондитерскую фабрику.
В 2002 году «Конти» провела глубокую модернизацию производственных мощностей на всех трех фабриках, общая стоимость всех работ составила $6 млн.
В 2004 году компания смогла выйти на российский рынок после приобретения Курской кондитерской фабрики. Тогда же произошла реорганизация компании, она стала именоваться Группой «Конти».
В 2006 году компания стала известна как «Закрытое акционерное общество Производственное объединение Конти».
К 2007 году доля группы «Конти» в объёмах производства кондитерских изделий на Украине достигла 14 %. В том же году был открыт собственный логистический центр в городе Макеевке (Донецкая область).
В 2008 году Курская кондитерская фабрика была переименована в ЗАО «Конти-Рус».
В 2009 году в состав «Конти» вошла фабрика фасовки кондитерских изделий в городе Макеевка, также введен в эксплуатацию логистический комплекс в городе Курске.
В марте 2011 года произошло очередное переименование компании, ЗАО «Производственное объединение Конти» стало называться Частным акционерным обществом «Производственное объединение Конти».
В 2011—2012 годах шло развитие инфраструктуры компании в Курске, введен в эксплуатацию административный корпус. В 2014 году в Курске был открыт первый фирменный магазин компании.
В феврале 2015 года компания останавливает производство на Донецкой и Горловской кондитерских фабриках, которые оказались расположены в зоне АТО. В апреле того же года на базе Донецкой и Горловской кондитерских фабрик начало работу предприятие «ДонКо» (Донбасс Кондитер) под управлением компании «Тор», дочернего предприятия ЗАО «Конти-Рус».
30 августа 2015 года Служба безопасности Украины сообщила о временной приостановке внешнеэкономической деятельности российского ЗАО «Конти-Рус».
23 августа 2019 года руководитель компании Борис Колесников сообщил о строительстве новой кондитерской фабрики «Конти» в Каневе Черкасской области Украины.

## Деятельность
Доля компании «Конти» в общем объёме производства кондитерских изделий на Украине составляет 14 %.
Ежемесячно на фабриках группы производится 17 тыс. тонн продукции — около 11 тыс. тонн на Украине. Ежегодно компания экспортирует около 30 % производимой продукции.
Ассортимент продукции группы «Конти» составляют шоколадные конфеты, печенье, десерт, шоколадно-вафельные торты, батончики, вафли, карамель, драже, мармелад, крекер, конфеты из пралине.
Продукция компании экспортируется в различные государства (Германия, Израиль, Польша, Латвия, Греция, Ирак, Йемен, Азербайджан, Грузия, Эстония и др.)